# Châteaugiron
Châteaugiron es una comuna nueva francesa situada en el departamento de Ille y Vilaine, de la región de Bretaña.

## Historia
Fue creada el 1 de enero de 2017, en aplicación de una resolución del prefecto de Ille y Vilaine de 13 de junio de 2016 con la unión de las comunas de Châteaugiron, Ossé y Saint-Aubin-du-Pavail, pasando a estar el ayuntamiento en la antigua comuna de Châteaugiron.

## Demografía
| Gráfica de evolución demográfica de Châteaugiron entre 1800 y 2013 |
|                                                                    |

Los datos entre 1800 y 2013 son el resultado de sumar los parciales de las tres comunas que forman la nueva comuna de Châteaugiron, cuyos datos se han cogido de 1800 a 1999, para las comunas de Châteaugiron, Ossé y Saint-Aubin-du-Pavail de la página francesa EHESS/Cassini. Los demás datos se han cogido de la página del INSEE.

## Composición
| Comuna delegada       | Código INSEE | Población (2013) | Superficie (km²) | Densidad (hab./km²) |
| --------------------- | ------------ | ---------------- | ---------------- | ------------------- |
| Châteaugiron          | 35069        | 7204             | 8.7              | 828                 |
| Ossé                  | 35209        | 1189             | 8.99             | 132                 |
| Saint-Aubin-du-Pavail | 35254        | 789              | 5.83             | 135                 |